# Encarnación Lozano
Encarnación Lozano es una política argentina del Movimiento Popular Neuquino. Se desempeñó como diputada nacional por la provincia del Neuquén, entre 2001 y 2005, y como vicepresidenta tercera de la Cámara de Diputados de la Nación Argentina entre 2004 y 2005.

## Biografía
Nacida en Plottier, fue presidenta de la seccional local del Movimiento Popular Neuquino (MPN), concejala y precandidata a intendenta en dicha ciudad. Durante las gobernaciones de Jorge Sobisch, fue subsecretaría de Asuntos Municipales y subsecretaria de Gestión y Desarrollo del gobierno del Neuquén.
En las elecciones legislativas de 2001, fue elegida diputada nacional por la provincia del Neuquén, en la lista del MPN, con mandato hasta 2005. En abril de 2004 fue elegida vicepresidenta tercera de la Cámara de Diputados de la Nación, siendo reelegida en diciembre del mismo año. A dicho cargo fue elegida en representación del Interbloque Federal, como tercera fuerza en la cámara.
Fue también vicepresidenta segunda de la comisión del Mercosur, y vocal en las comisiones de Ciencia y Tecnología y de Energía y Combustible.
En 2010 volvió a ser designada subsecretaria de Gestión y Desarrollo del gobierno neuquino por el gobernador Jorge Sapag. En 2012 fue presidenta del Consejo de la Niñez, Adolescencia y Familia de Neuquén.
Entre 2015 y 2019 fue diputada a la Legislatura de la Provincia del Neuquén, siendo presidenta de la comisión de Desarrollo Humano y Social.